# Breaking the Spell: Religion as a Natural Phenomenon
Breaking the Spell: Religion as a Natural Phenomenon (Quebrando o Encanto - A Religião Como Fenômeno Natural no Brasil) é um livro de 2006, no qual o filósofo e cientista cognitivo estadunidense Daniel Dennett argumenta que a religião precisa da análise científica de modo que a sua natureza e futuro possam ser melhor compreendidos. A "mágica" que requer ser "quebrada" não é a própria crença religiosa, mas a crença naquilo que está fora dos limites da investigação científica. 

## Recepção crítica
Geralmente, o livro foi bem recebido, sendo que Andrew Brown do The Guardian descreveu-o como "um relato muito forte e lúcido das razões pelas quais temos de estudar o comportamento religioso como um fenômeno humano". Na Scientific American, George Johnson descreveu a principal atração do livro como sendo "uma síntese afiada de uma biblioteca de pesquisa evolucionária, antropológica e psicológica sobre a origem e a propagação da religião." Finalmente, H. Allen Orr, da The New Yorker, descreveu a obra como "um conto acessível que pode ser chamado de história natural da religião".